# Bantzenheim
Bantzenheim is een gemeente in het Franse departement Haut-Rhin in de regio Grand Est. De gemeente maakt deel uit van het arrondissement Mulhouse en sinds 22 maart 2015, toen het kanton Illzach waar Bantzenheim deel van uitmaakte werd opgeheven, van het kanton Rixheim. Bantzenheim telde op 1 januari 2022 1.624 inwoners.

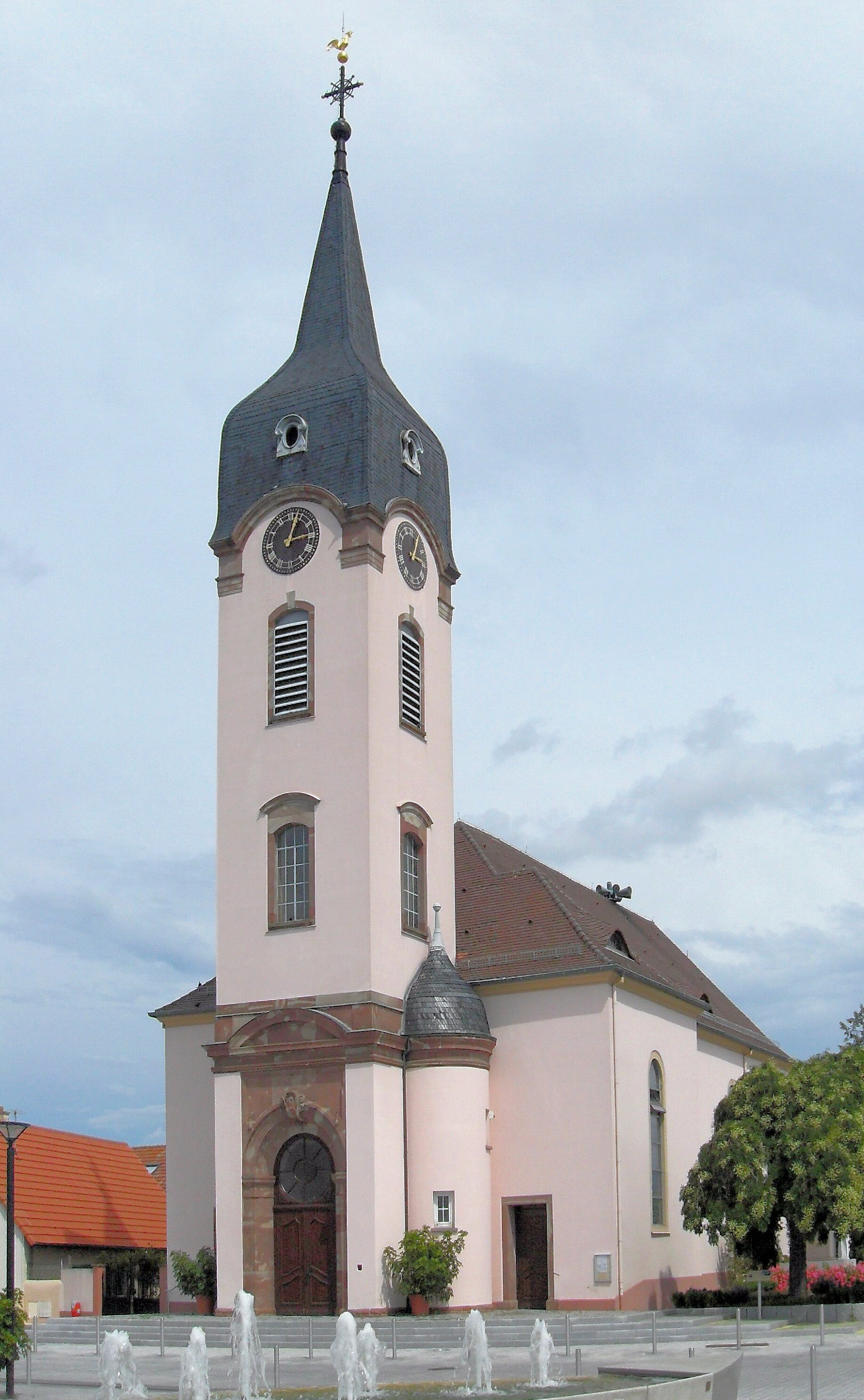
kerk Saint Michel

## Geografie
De oppervlakte van Bantzenheim bedroeg op 1 januari 2022 21,22 vierkante kilometer; de bevolkingsdichtheid was toen 76,5 inwoners per km².

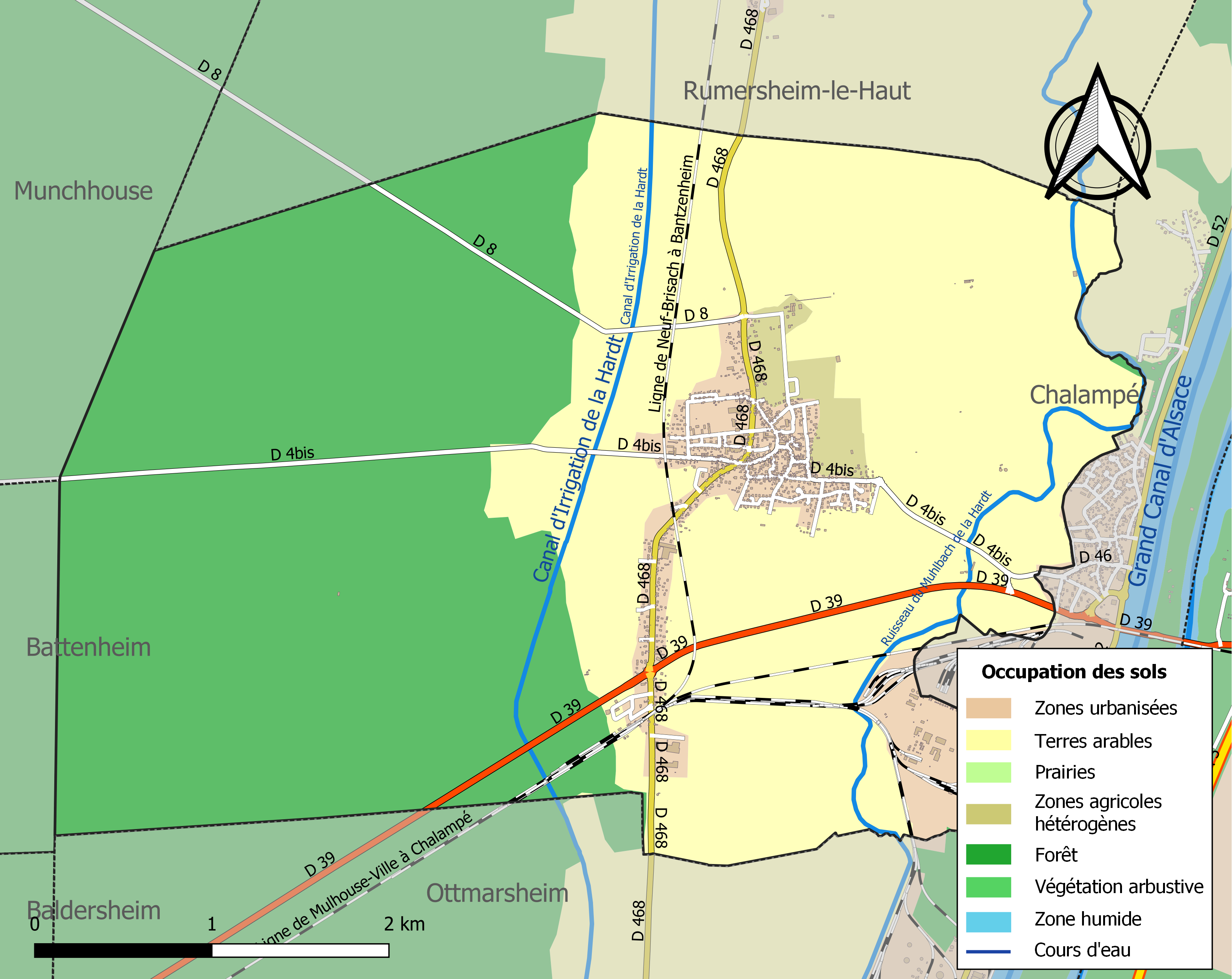
Kaart van de gemeente met de belangrijkste infrastructuur, bodemgebruik en omliggende gemeenten

## Demografie
Onderstaande figuur toont het verloop van het inwonertal (bron: INSEE-tellingen).